# Liste de musées en Corée du Sud
Ceci est une liste de musées en Corée du Sud regroupant les institutions de Séoul, de Daejeon et d'autres villes.

## Séoul
- Leeum, Samsung Museum of Art
- Mémorial de la guerre de Corée
- Musée d'art Gansong
- Musée folklorique national de Corée
- Musée d'histoire de Séoul
- Musée national de Corée, à Séoul
- Seoul Museum of Historical Materials of Education
- Seoul National University Museum of Art
- University of Seoul Museum

## Daejeon
- Daejeon Health Sciences College Museum
- Daejeon University Museum
- Musée d'art de Daejeon
- Musée de l'histoire de Daejeon

## Autres villes
- Andong National University Museum
- Bokcheon Museum
- Boryeong Coal Museum
- Buyeo National Museum, site web
- Cheongju National Museum, site web
- Chonbuk National University Museum
- Chosun University Museum
- Chuncheon National Museum
- Chungbuk University Museum
- Daegu National Museum, site web
- Daegu University Museum
- Duksung Women's University Museum
- Ewha Womans University Museum
- Ewha Woman's University Natural History Museum
- Exhibition of Artifacts from Royal Palaces
- Musée national de Gongju, à Chungnam site web
- Musée national de Gwangju, à Gwangju site web
- Musée national d'art contemporain
- Musée national de Gyeongju, site web
- Gyeongju University Museum
- Gyeongsang National University Museum
- Hallym University Museum
- Hannam University Natural History Museum
- Hanyang University Museum
- Kangwon University Museum
- Keimyung University Museum
- Kongju National University Museum
- Kookmin University Museum
- Korea University Museum
- Kunsan National University Museum
- Kwandong University Museum
- Kyonggi University Museum
- Kyung Hee University Museum
- Kyungbook National University Museum
- Kyungnam University Museum
- Incheon Metropolitan City Museum
- Jeju-Do Folklore and Natural History Museum
- Musée national de Jeonju, à Jeonbuk site web
- Kyonggi Provincial Museum
- Land Museum
- National Lighthouse Museum, à Pohang
- Mireuksaji Museum
- Mokpo Natural History Museum
- Mungyeong Coal Museum
- Mungyeongsaejae Museum
- Musée d'art Ho-Am, à Yongin
- Musée militaire de la Corée
- Musée municipal de Wonju
- Museum of Catholic University of Daegu
- Ojukheon & Gangneung Municipal Museum
- Pusan National University Museum
- R.O.K Naval Academy Museum
- Sahmyook University Museum
- Samcheok Museum
- Sangmyung University Museum
- Sookmyung Women's University Museum
- Sunchon National University Museum
- Sungkyunkwan University Museum
- Sungshin Women's University Museum
- The Catholic University of Korea
- Taebaek Coal Museum
- The Daegaya Museum
- The Early Printing Museum of Cheongju
- The Museum of Korea National University of Education
- The Seokjuseon Memorial Museum
- Wonkwang University Museum
- Woosuk University Museum
- Yeungnam University Museum
- Yonsei University Museum